# Shirpur-Warwade
Shirpur-Warwade è una città dell'India di 61.688 abitanti, situata nel distretto di Dhule, nello stato federato del Maharashtra. In base al numero di abitanti la città rientra nella classe II (da 50.000 a 99.999 persone).

## Geografia fisica
La città è situata a 21° 21' 0 N e 74° 52' 60 E e ha un'altitudine di 155 m s.l.m..

## Società

### Evoluzione demografica
Al censimento del 2001 la popolazione di Shirpur-Warwade assommava a 61.688 persone, delle quali 32.121 maschi e 29.567 femmine. I bambini di età inferiore o uguale ai sei anni assommavano a 8.528, dei quali 4.574 maschi e 3.954 femmine. Infine, coloro che erano in grado di saper almeno leggere e scrivere erano 43.231, dei quali 24.470 maschi e 18.761 femmine.